# L'Ange des ténèbres (film, 1943)
Pour les articles homonymes, voir L'Ange des ténèbres.
Pour plus de détails, voir Fiche technique et Distribution.
L'Ange des ténèbres (Edge of Darkness) est un film américain réalisé par Lewis Milestone, sorti en 1943.

## Synopsis
Le film met en scène la vie sous l'Occupation d'un petit port (imaginaire) de Norvège, Trollness, qui résiste aux Allemands. L'action s'ouvre sur une scène datée d'octobre 1942 : le drapeau norvégien flotte au-dessus de la kommandantur, mais tous les habitants du village sont morts. Un flashback retrace alors la suite d'événements qui a amené ce modeste village à défier l'armée d'occupation.
Le médecin du village, Martin Stensgard (interprété par Walter Huston), et sa femme (Ruth Gordon) essaient de retrouver la vie tranquille d'avant-guerre et tentent d'oublier la présence de l'occupant. Toutefois, si le Dr Stensgard préfère rester neutre, il est torturé par sa conscience de patriote. Son beau-frère, Kaspar Togersen (Charles Dingle), riche propriétaire de la conserverie locale, collabore sans état d'âme avec les nazis. La fille du Dr Stensgard, Karen (interprétée par Ann Sheridan), fait partie de la résistance, dont le chef est Gunnar Brogge (Errol Flynn). Johann, le frère de Karen, est de retour au village car il vient d'être renvoyé de l'université ; il subit bientôt l'influence de son oncle.
Le capitaine Kœnig (Helmut Dantine), jeune officier allemand dont le fanatisme, l'obéissance aveugle et les rodomontades sur l’invincibilité du Troisième Reich cachent une peur croissante des terroristes, soumet la population à un contrôle strict.
L'action bascule lorsque, à force d'humiliations, plusieurs villageois sont arrêtés pour rébellion. Alors le soulèvement devient général et se termine en un véritable massacre.

## Fiche technique
- Titre : L'Ange des ténèbres
- Titre original : Edge of Darkness
- Réalisation : Lewis Milestone, assisté de Raoul Walsh (non crédité)
- Scénario : Robert Rossen d'après le roman de William Woods
- Production : Henry Blanke, Jack L. Warner
- Société de production : Warner Bros. Pictures
- Musique : Franz Waxman
- Photographie : Sidney Hickox
- Montage : David Weisbart
- Direction artistique : Robert M. Haas
- Décors de plateau : Julia Heron
- Costumes : Orry-Kelly
- Pays d'origine : États-Unis
- Format : Noir et blanc - 1,37:1 - Mono
- Genre : Guerre
- Durée : 119 minutes
- Date de sortie :
  - États-Unis : 24 avril 1943

## Distribution
- Errol Flynn : Gunnar Brogge
- Ann Sheridan : Karen Stensgard
- Walter Huston : Dr Martin Stensgard
- Nancy Coleman : Katja
- Helmut Dantine : Hauptmann Kœnig
- Judith Anderson : Gerd Bjarnesen
- Ruth Gordon : Anna Stensgard
- John Beal : Johann Stensgard
- Morris Carnovsky : Sixtus Andresen
- Charles Dingle : Kaspar Torgerson
- Richard Fraser : Le pasteur Aalesen
- Roman Bohnen : Lars Malken

Et, parmi les acteurs non crédités :
- Glen Cavender : un ouvrier
- Virginia Christine : Hulda
- William Edmunds : un vieux marin
- Tom Fadden : Hammer
- Kurt Kreuger : Copilote allemand
- Francis Pierlot : le tailleur
- Tonio Selwart : Paul
- Dorothy Tree : Solveig Brategaard
- Roland Varno : Lieutenant allemand